# Wiebke Scheschonka
Wiebke Scheschonka ist eine deutsche Theaterschauspielerin und Sprecherin für Hörspiel und Synchron.
Sie absolvierte ihre Ausbildung als Elevin an der Elisabethbühne in Salzburg, wo sie bis zu ihrem Diplom in zahlreichen Inszenierungen mitwirkte. Es folgten Engagements am Schauspielhaus Salzburg, beim österreichischen Tourneetheater die theaterachse und am Schlosstheater Celle. Wiebke Scheschonka lebt in Hamburg.

## Hörspiel
- Claire Townsend in Ich war's, ich war's, Kriminalhörspiel aus der Reihe 87. Polizeirevier von Ed McBain (2006, Hessischer Rundfunk)

## Synchron (Auswahl)
- Sylvia in Dead Zone, Folge 19/2 Die Stimmen der Toten (2004, RTL II)

## Theaterrollen (Auswahl)
- 2005 Letta in Tod eines Handlungsreisenden von Arthur Miller, Schlosstheater Celle
- 2004 Schneekönigin in Die Schneekönigin, Kindermusical nach Hans Christian Andersen mit Musik von Ulrich Jokiel, Schlosstheater Celle
- 2004 Kuhmädchen in Herr Puntila und sein Knecht Matti von Bertolt Brecht, Schlosstheater Celle
- 2004 Lena in Leonce und Lena von Georg Büchner, Schlosstheater Celle
- 2003 Bianca in Der Widerspenstigen Zähmung von William Shakespeare, Schauspielhaus Salzburg
- 2003 Prudence Duvernoy in Die Kameliendame von Alexandre Dumas der Jüngere, die theaterachse
- 2002 Lena in Leonce und Lena von Georg Büchner, Elisabethbühne Salzburg
- 2001 Hermidas in Triumph der Liebe von Pierre Carlet de Marivaux, Elisabethbühne Salzburg und Vereinigte Bühnen Bozen
- 2001 Girleen Kelleher in Der einsame Westen von Martin McDonagh
- 2000 Ophelia in Hamlet von William Shakespeare, Erstaufführung in der Übersetzung von Reinhard Palm, Elisabethbühne Salzburg

| Personendaten    | Personendaten                                                           |
| ---------------- | ----------------------------------------------------------------------- |
| NAME             | Scheschonka, Wiebke                                                     |
| KURZBESCHREIBUNG | deutsche Theaterschauspielerin und Sprecherin für Hörspiel und Synchron |
| GEBURTSDATUM     | 20. Jahrhundert                                                         |